# Manduca manducoides
Manduca manducoides is een vlinder uit de familie van de pijlstaarten (Sphingidae). De wetenschappelijke naam van de soort werd in 1895 gepubliceerd door Lionel Walter Rothschild.

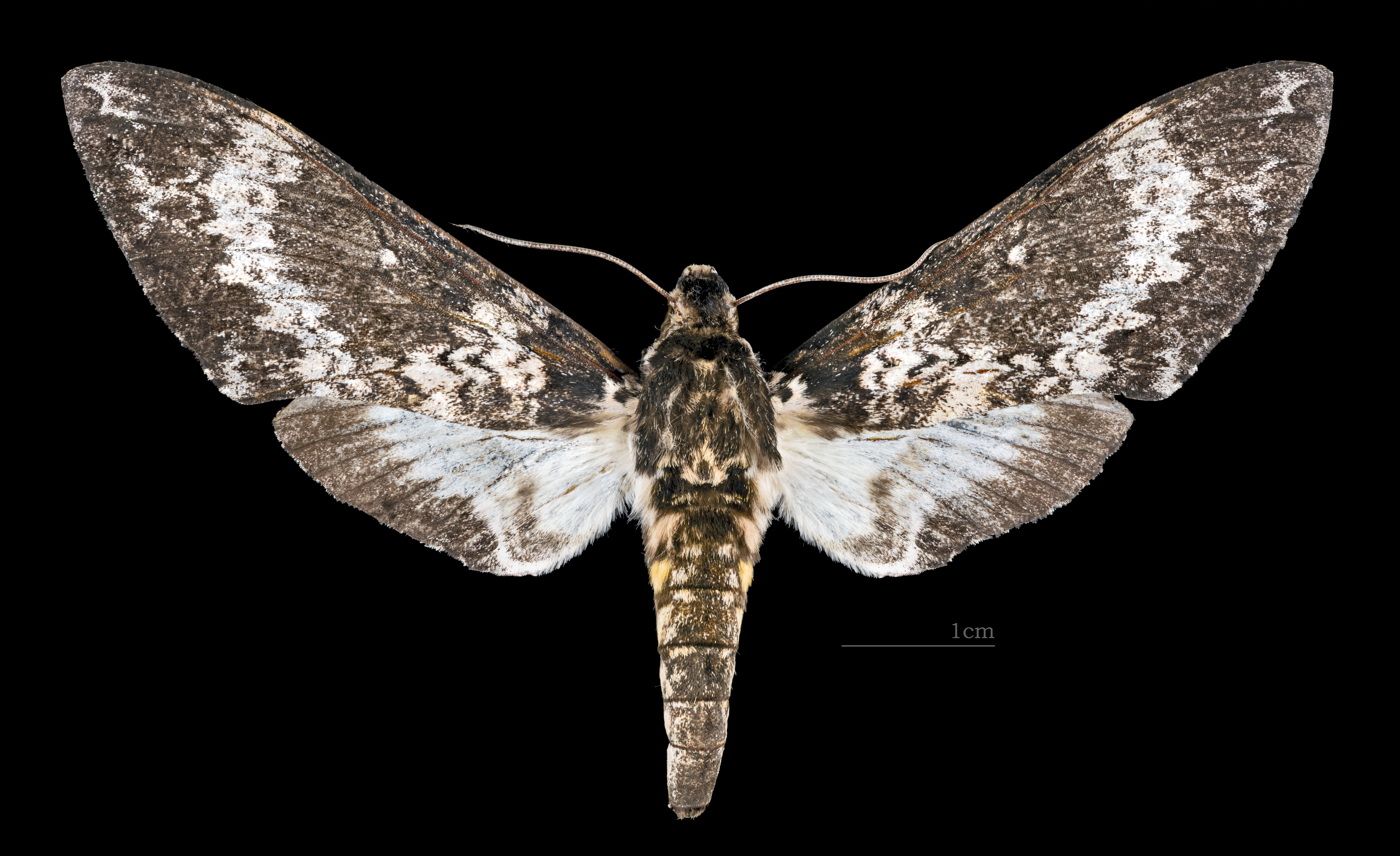
Manduca manducoides ♀
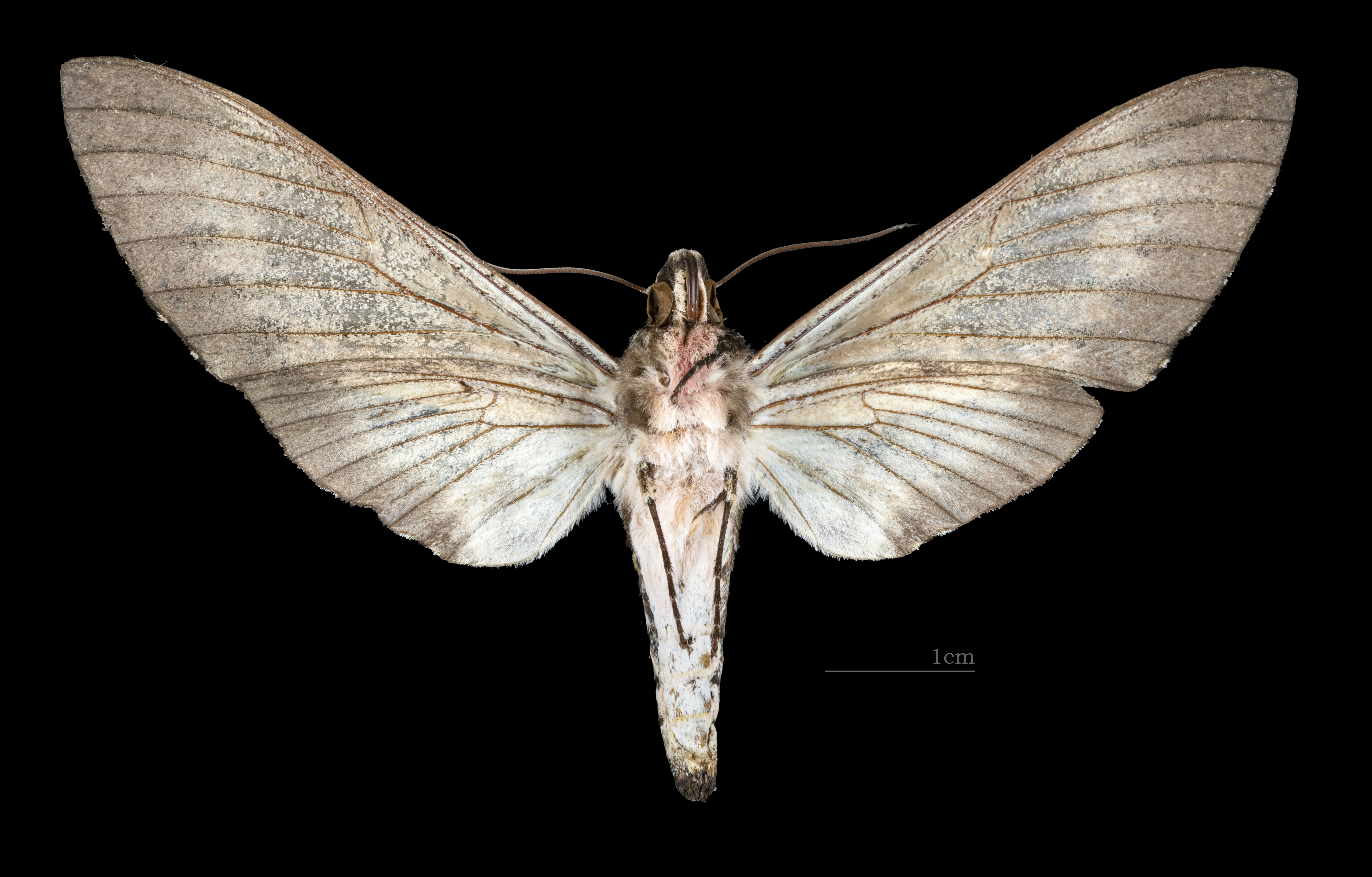
Manduca manducoides  ♀ △